# Plastophorides sulawesiae
Plastophorides sulawesiae är en tvåvingeart som beskrevs av Almond 2002. Plastophorides sulawesiae ingår i släktet Plastophorides och familjen puckelflugor. Inga underarter finns listade i Catalogue of Life.